# Robert Rowe
Pour les articles homonymes, voir Rowe.

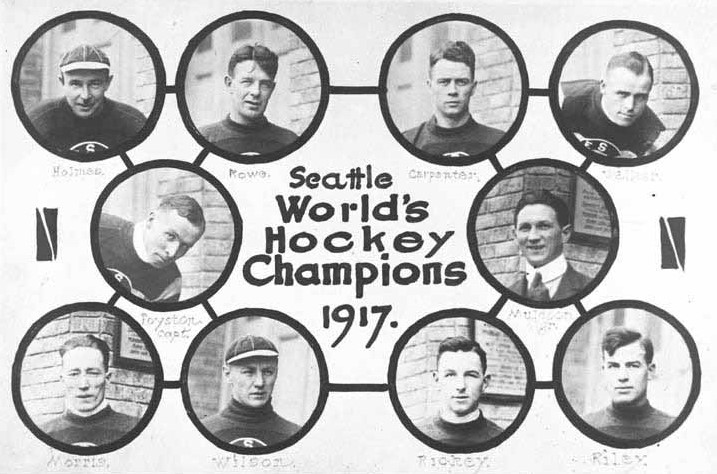
Photomontage des Metropolitans de Seattle champions 1917 de la Coupe Stanley. Rowe est en deuxième en haut en partant de la gauche.

Bobby Rowe (né le 19 août 1885 à Heathcote, dans la province de l'Ontario au Canada - 21 septembre 1948 à Portland, dans l'état de l'Oregon aux États-Unis) est un joueur professionnel canadien de hockey sur glace,.

## Carrière de joueur
Rowe rejoint les Aristocrats de Victoria en signant un contrat avec l'équipe de l'Association de hockey de la Côte du Pacifique (souvent désignée par le sigle PCHA en référence à son nom anglais : Pacific Coast Hockey Association) en novembre 1911.
Il est le capitaine de l'équipe des Metropolitans de Seattle de la PCHA qui remporte la Coupe Stanley contre les Canadiens de Montréal de l'Association nationale de hockey 3 matchs à 1 à la fin de la saison 1916-1917,.

## Statistiques
| Saison    | Équipe                       | Ligue   |    | Saison régulière | Saison régulière | Saison régulière | Saison régulière | Saison régulière |   | Séries éliminatoires | Séries éliminatoires | Séries éliminatoires | Séries éliminatoires | Séries éliminatoires |
| Saison    | Équipe                       | Ligue   | PJ | B                | A                | Pts              | Pun              | PJ               | B | A                    | Pts                  | Pun                  |                      |                      |
| 1907-1908 | Creamery Kings de Renfrew    | Ott. Sr |    |                  |                  |                  |                  | 2                | 9 | 0                    | 9                    | -                    |                      |                      |
| 1908-1909 | Club de hockey de Haileybury | TPHL    | 1  | 0                | 0                | 0                | 0                |                  |   |                      |                      |                      |                      |                      |
| 1908-1909 | Creamery Kings de Renfrew    | Ott. Sr |    |                  |                  |                  |                  |                  |   |                      |                      |                      |                      |                      |
| 1909-1910 | Millionaires de Renfrew      | ANH     | 8  | 11               | 0                | 11               | 38               |                  |   |                      |                      |                      |                      |                      |
| 1910-1911 | Millionaires de Renfrew      | ANH     | 16 | 11               | 0                | 11               | 82               |                  |   |                      |                      |                      |                      |                      |
| 1912      | Aristocrats de Victoria      | PCHA    | 16 | 10               | 0                | 10               | 0                |                  |   |                      |                      |                      |                      |                      |
| 1912-1913 | Aristocrats de Victoria      | PCHA    | 15 | 8                | 7                | 15               | 34               | 2                | 1 | 0                    | 1                    | 0                    |                      |                      |
| 1913-1914 | Aristocrats de Victoria      | PCHA    | 12 | 8                | 7                | 15               | 11               | 3                | 0 | 0                    | 0                    | 0                    |                      |                      |
| 1914-1915 | Aristocrats de Victoria      | PCHA    | 12 | 6                | 1                | 7                | 13               |                  |   |                      |                      |                      |                      |                      |
| 1915-1916 | Metropolitans de Seattle     | PCHA    | 17 | 3                | 5                | 8                | 25               |                  |   |                      |                      |                      |                      |                      |
| 1916-1917 | Metropolitans de Seattle     | PCHA    | 25 | 9                | 12               | 21               | 45               | 4                | 0 | 2                    | 2                    | 0                    |                      |                      |
| 1917-1918 | Metropolitans de Seattle     | PCHA    | 17 | 3                | 2                | 5                | 28               |                  |   |                      |                      |                      |                      |                      |
| 1919      | Metropolitans de Seattle     | PCHA    | 20 | 5                | 6                | 11               | 19               | 7                | 1 | 1                    | 2                    | 6                    |                      |                      |
| 1919-1920 | Metropolitans de Seattle     | PHCA    | 22 | 2                | 4                | 6                | 16               | 7                | 2 | 1                    | 3                    | 19                   |                      |                      |
| 1920-1921 | Metropolitans de Seattle     | PCHA    | 24 | 0                | 2                | 2                | 29               | 2                | 0 | 1                    | 1                    | 0                    |                      |                      |
| 1921-1922 | Metropolitans de Seattle     | PCHA    | 23 | 2                | 1                | 3                | 34               | 2                | 0 | 0                    | 0                    | 6                    |                      |                      |
| 1922-1923 | Metropolitans de Seattle     | PCHA    | 30 | 7                | 2                | 9                | 71               | -                | - | -                    | -                    | -                    |                      |                      |
| 1923-1924 | Metropolitans de Seattle     | PCHA    | 24 | 10               | 2                | 12               | 30               | 2                | 0 | 0                    | 0                    | 8                    |                      |                      |
| 1924-1925 | Bruins de Boston             | LNH     | 4  | 1                | 0                | 1                | 0                | -                | - | -                    | -                    | -                    |                      |                      |
| 1925-1926 | Rosebuds de Portland         | WCHL    | 2  | 0                | 0                | 0                | 0                | -                | - | -                    | -                    | -                    |                      |                      |

## Trophées et honneurs personnels
- 1916-1917 : deuxième équipe d'étoiles de la PCHA
- 1917-1918 : première équipe d'étoiles de la PCHA
- 1919 : première équipe d'étoiles de la PCHA
- 1920 : deuxième équipe d'étoiles de la PCHA
- 1922-1923 : première équipe d'étoiles de la PCHA